# Konatsu Furukawa
Pour les articles homonymes, voir Furukawa.
Konatsu Furukawa (古川小夏, Furukawa, Konatsu), née le 5 juin 1992, à Kanagawa, au Japon, est une chanteuse et idole japonaise, ex-membre du Hello! Project.

## Biographie
Konatsu Furukawa débute en 2004, sélectionnée avec le Hello Pro Egg, participe au groupe Tomoiki Ki wo Uetai en 2005, puis apparaît dans quelques pièces de théâtre.
En janvier 2011, elle quitte le Hello! Project et rejoint les UpFront Girls, un nouveau groupe de la compagnie Up-Front, avec six autres anciennes du Hello! Pro Egg. Elle fait depuis aussi partie en parallèle d'un groupe de reprise de titres de K-pop : UFZS. Elle apparaît cette année-là dans le film Cheerfu11y, dans la série télévisée Getsuyou Golden ~Tsuri Deka 2~, et dans le programme télévisé Up-Front Girls.
Dès juin 2011, le groupe Up-Front Girls est renommé Up Up Girls Kakko Kari ; en 2012, le groupe signe un contrat avec le nouveau label d'idoles T-Palette Records fondé un an auparavant. En 2013, Konatsu Furukawa apparaît dans la série télévisée Shokatsu Deka 8.